# Stefanie van der Gragt
Stefanie van der Gragt (ur. 16 sierpnia 1992 w Heerhugowaard) – holenderska piłkarka, grająca na pozycji obrońcy, wielokrotna reprezentantka Holandii.

## Kariera piłkarska

### Kariera klubowa
Jej kariera rozpoczęła się w młodzieżowych drużynach amatorskiego klubu Reiger Boys w rodzimym mieście Heerhugowaard. Następnie grała w młodzieżowej drużynie Kolping Boys, kolejnym amatorskim klubie w Oudorp.
W 2009 roku przeprowadziła się do AZ Alkmaar, gdzie zapoczątkowała swoją karierę zawodową, ponieważ mogła grać w Eredivisie, najwyższej zawodowej lidze kraju. Po dwóch sezonach w klubie, w 2011 roku dołączyła do Telstar, gdzie grała przez kolejne cztery lata. W 2015 roku przeniosła się do FC Twente, a po jednym sezonie dołączyła do Bayernu Monachium. Z powodu kontuzji miała niewiele okazji do gry w Bundeslidze i w 2017 roku wróciła do Holandii, podpisując kontrakt z Ajaxem.
4 lipca 2018 podpisała kontrakt z FC Barceloną. 12 czerwca 2020 roku wróciła do ojczyzny, gdzie potem broniła barw AFC Ajax. 5 sierpnia 2022 roku została piłkarką włoskiego Interu Mediolan.
W kwietniu 2023 roku ogłosiła, że po mistrzostwach świata w 2023 roku zakończy karierę zawodową i ponownie dołączy do AZ Alkmaar jako trenerka.

### Kariera reprezentacyjna
8 marca 2013 roku zadebiutowała w holenderskiej kadrze narodowej w zremisowanym 1:1 meczu Cyprus Cup ze Szwajcarkami. Wcześniej broniła barw juniorskich i młodzieżowej reprezentacji Holandii. Występowała na wielu turniejach finałowych mistrzostw Europy i świata. Po zwycięstwie w UEFA Women's Euro 2017 cała drużyna została uhonorowana przez Premiera Marka Rutte i Ministra Sportu Edith Schippers tytułem Kawalera Orderu Oranje-Nassau.

## Sukcesy i odznaczenia

### Sukcesy klubowe
AZ Alkmaar
- mistrz Eredivisie: 2009/10
- zdobywca Pucharu Holandii: 2010/11

FC Twente
- mistrz Eredivisie: 2015/16

AFC Ajax
- mistrz Eredivisie: 2017/18
- zdobywca Pucharu Holandii: 2017/18, 2021/22

FC Barcelona
- mistrz Primera División: 2019/20
- finalista Ligi Mistrzyń UEFA: 2018/19
- zdobywca Supercopa Femenina: 2020
- zdobywca Copa Catalunya: 2018, 2019

### Sukcesy reprezentacyjne
Holandia
- mistrz Europy: 2017
- zdobywca Algarve Cup: 2018
- wicemistrz świata: 2019

### Sukcesy indywidualne
- kawaler Orderu Oranje-Nassau: 2017